# Шарп, Херберт Фрэнсис
Херберт Фрэнсис Шарп (англ. Herbert Francis Sharpe; 1 марта 1861, Галифакс — 14 октября 1925) — британский композитор, пианист и музыкальный педагог. Отец Седрика Шарпа.
Окончил Национальную школу обучения музыке (англ. National Training School for Music — учебное заведение, существовавшее в 1875—1882 гг., непосредственный предшественник Королевского колледжа музыки) по классу фортепиано Джона Фрэнсиса Барнетта. С 1884 г. и до конца жизни преподавал в Королевском колледже музыки, где, по воспоминаниям учеников, впервые ввёл в обиход произведения новейшей французской композиторской школы. У Шарпа учился, в частности, Ральф Воан-Уильямс.
Написал комическую оперу (осталась в рукописи), песни, сюиту для флейты и фортепиано, фортепианные пьесы, в том числе переложения шотландских народных мотивов и фортепианная аранжировка «Норвежских песен и танцев» Эдварда Грига. В 1916 г. опубликовал «Вальс-серенаду» и «Вечером» (для виолончели).
В январе 1922 г. HMV Records сделаны несколько записей в исполнении Седрика и Херберта Шарпов.